# Zygmunt Niszczycki
Zygmunt Niszczycki herbu Prawdzic – chorąży wyszogrodzki w 1620 roku, starosta przasnyski w 1613 roku, deputat do zapłaty wojska, uczestnik rokoszu Zebrzydowskiego.
Syn wojewody bełskiego Krzysztofa. Żonaty z Zofią Lipską miał córkę Annę Jadwigę Gorajską i synów: Adama i Zygmunta.
24 czerwca 1607 roku podpisał pod Jeziorną akt detronizacji Zygmunta III Wazy. Poseł na sejm zwyczajny 1613 roku z województwa płockiego. Poseł na sejm nadzwyczajny 1613 roku z ziemi łomżyńskiej. Poseł na sejm 1620 roku z województwa płockiego.